# René Zanatta
René Osvaldo Zanatta (Rosario del Tala, Provincia de Entre Ríos; 14 de junio de 1957) es un piloto argentino de motociclismo y automovilismo de velocidad actualmente retirado. Se destacó a nivel nacional por sus participaciones en las categorías más importantes del país, siendo figura en el Turismo Carretera, el TC 2000 y el Turismo Nacional.
En su juventud, Zanatta desarrolló su carrera deportiva en el motociclismo de velocidad, compitiendo entre 1982 y 1983 obteniendo en esos años el campeonato en la categoría Superbikes de Argentina, corriendo para el equipo oficial Kawasaki.
Debutó en automovilismo el año 1983, compitiendo a nivel zonal en la Fórmula Renault Santafesina, para luego dar el salto a nivel nacional en 1985, donde debutó en el Club Argentino de Pilotos al comando de un Datsun 280 ZX. En ese mismo año, daría sus primeros pasos en la Fórmula Entrecor para luego pasar a competir en la Fórmula 2 Argentina, de la cual alcanzaría el subcampeonato de 1986 compitiendo con un monoplaza Berta-Volkswagen.
A fines de 1986, Zanatta daría sus primeros pasos en el TC 2000, corriendo con un Ford Sierra, marca con la que se identificó durante gran parte de su carrera en la categoría. Sus lauros más importantes vendrían en los años 1990 y 1991 al consagrarse campeón de manera consecutiva en la Clase 2 del Turismo Nacional. En el año 1995, se convirtió en el primer piloto en correr en el TC 2000 con un modelo de la marca Chevrolet, presentándose con un Chevrolet Kadett. En el Turismo Carretera, compitió con las cuatro marcas constituyentes de la categoría (Chevrolet, Dodge, Ford y Torino), obteniendo diversos resultados.
Finalmente, decidió retirarse en el año 2009, corriendo con un Torino Cherokee de TC, aunque se mantiene ligado a la actividad, siendo invitado ocasionalmente a competir en las diferentes ediciones de la denominada "Carrera de la Historia" de la categoría Top Race. Al mismo tiempo, trabaja fomentando la carrera deportiva de su sobrino Nicolás González, quien fuera piloto de Top Race Junior y actual piloto de TC Pista. Comentarista junto a Mauricio (Damon) Gallardo en los relatos y presentación por Fox Sports del Campeonato Mundial de Superbikes temporadas 2010 a 2015.

## Biografía
Nacido en la ciudad de Rosario del Tala, Provincia de Entre Ríos, pero radicado de muy joven en la ciudad de Rafaela, Provincia de Santa Fe, René Zanatta tuvo sus inicios en competiciones de motociclismo, debutando en el año 1982 en la categoría Superbikes de Argentina y representando al equipo oficial Kawasaki de Argentina. Con este equipo, obtendría el bicampeonato en 1982 y 1983.
Tras estas grandes actuaciones, llegaría su debut en el automovilismo en 1983, al subirse a un monoplaza de la Fórmula Renault Santafesina, sin embargo, tras un breve lapso compitiendo en ella decidiría hacer un parate en el año 1984, dejando de lado toda actividad. Su regreso se daría a nivel nacional en el año 1985, compitiendo en el Club Argentino de Pilotos y en la Fórmula Entrecor. En 1986 pasó a competir en la Fórmula 2 Argentina, obteniendo el subcampeonato de ese año al comando de un prototipo Berta-Volkswagen.
También en 1986, Zanatta debutó en la categoría TC 2000 a bordo de un Ford Sierra, con el cual disputaría dos fechas. En los años siguientes continuó su carrera en los monoplazas, pasando a debutar en 1990 en la Clase 2 del Turismo Nacional, disputando su primera temporada completa en competencias de turismos y alzándose con su primer título, a bordo de un Volkswagen Gacel, repitiendo el título en el año 1991.
En el año 1991, retorna al TC 2000 preparándose para competir en su primera temporada completa dentro de esta categoría. En su primer año completo, regresaría con un Ford Sierra atendido por el equipo de Hugo Bini y Juan Carlos Pianetto, peleando el torneo palmo a palmo. Si bien, el potencial de los Sierra en esos años ayudaba para poder lograr la corona, sus continuos desencuentros con Ernesto Bessone (también piloto Ford) y el poderío desplegado por Renault y Volkswagen (con Juan María Traverso y Guillermo Maldonado respectivamente a la cabeza), terminaron posicionándolo en el cuarto lugar en 1992. Este año también tendría su debut en la máxima categoría del país, el Turismo Carretera, donde debutó a bordo de un Ford Falcon. Entre 1993 y 1995, Zanatta repartió su actividad en las tres categorías más importantes de aquel entonces: el TC 2000, el Turismo Carretera y el Turismo Nacional. En el año 1994, nuevamente pelearía por la corona del TC 2000, siempre fiel al equipo de Hugo Bini y su Ford Sierra. Nuevamente la chance se escaparía culminando el año en el tercer lugar por detrás de Guillermo Maldonado (campeón) y Ernesto Bessone II (subcampeón).
En 1995, René Zanatta marca un hito en la historia del TC 2000, cuando en el primer semestre de ese año, hiciera debutar a un modelo de la marca Chevrolet, poniendo en pista un Chevrolet Kadett siempre con la atención de Hugo Bini. Los resultados recogidos no fueron los esperados, pasando a mitad de temporada a competir en el equipo Menem Jr. Competición, el cual pretendió tener como pilotos a Carlos Menem Jr. y Silvio Oltra, quedando esta posibilidad trunca por el accidente aéreo que tuvieran con consecuencias fatales. En cuestión, Zanatta cerraría el año compitiendo a bordo de un Fiat Tempra, también sin resultados relevantes. Este mismo año, también cambiaría de marca en el Turismo Carretera, pasando a correr con un Chevrolet Chevy.
En 1997 nuevamente reparte su actividad por tres, pero en esta oportunidad, además de correr en TC y TC 2000, Zanatta debutaría en el Top Race iniciándose primeramente con un Honda Prelude pasando al año siguiente a competir con un Nissan 300. En 1998, es convocado para competir en el equipo oficial Chevrolet de TC 2000, junto a Guillermo Ortelli, sin embargo a mitad de temporada el equipo se retira y Zanatta centra sus esfuerzos en el Turismo Carretera y el Top Race.
Durante los años siguientes, Zanatta competiría casi exclusivamente en el Turismo Carretera, regresando en 2001 al TC 2000 y en 2004 al TN, pero compitiendo unas pocas carreras en estas especialidades. En el año 2005 y luego de casi siete años compitiendo con Chevrolet, pasa a competir con un Dodge Cherokee, inicialmente bajo la estructura de Rodolfo Di Meglio, con quien compitió entre 2005 y 2006, para luego dar paso a su proyecto personal, montando el "René Zanatta Sport" con las atenciones de Maximiliano Juárez en el chasis y Oscar Castellano en los motores. Finalmente, el piloto insigne de la localidad de Rafaela le pondría punto final a su carrera compitiendo en el año 2009 en el Turismo Carretera y cambiando nuevamente de marca al subirse a un Torino Cherokee, la marca que le faltaba en su legajo.
A pesar de haber anunciado su retiro ese año, Zanatta continuó participando en diferentes categorías, aunque en este caso como piloto invitado. En esta condición, Zanatta participó en 2009 y 2010 de las dos primeras ediciones de la denominada "Carrera de la Historia" de la categoría Top Race V6. En la primera, luego de consumado su retiro, fue convocado por el piloto Sergio Alaux para compartir la butaca de su Peugeot 407, mientras que en la segunda edición, fue convocado por el piloto Omar Martínez para conducir su Ford Mondeo II. Asimismo, fue convocado para competir en fechas especiales de categorías zonales, corriendo en 2009 en el TC 4000 del NEA y en 2010 en el Turismo 4000 Standard Santafesino. En ambas oportunidades, Zanatta volvería a pilotear unidades Ford Falcon.
Actualmente, además de permanecer en retiro, trabaja para fomentar la carrera deportiva de su sobrino Nicolás González, quien compitiera en la categoría Top Race Junior peleando los títulos de 2008, 2009 y 2010 y que actualmente se desempeña en la categoría TC Pista.

## Resumen de carrera
| Temporada | Categoría                             | Equipo                                    | Carreras | Victorias | Poles | VR  | Podios | Pts.  | Pos. |
| --------- | ------------------------------------- | ----------------------------------------- | -------- | --------- | ----- | --- | ------ | ----- | ---- |
| 1983      | Fórmula Renault Santafesina           | s/d                                       | s/d      | s/d       | s/d   | s/d | s/d    | s/d   | s/d  |
| 1984      | Fórmula Renault Argentina             | s/d                                       | s/d      | s/d       | s/d   | s/d | s/d    | 1     | 15.º |
| 1985      | Fórmula 2 Codasur                     | s/d                                       | 2        | 0         | s/d   | s/d | 0      | -     | NC   |
| 1986      | Turismo Competición 2000              | Akel Competición                          | 2        | 0         | 0     | 0   | 0      | -     | NC   |
| 1986      | Fórmula 2 Argentina                   | s/d                                       | 10       | 1         | 3     | 1   | 5      | 36    | 2.º  |
| 1986      | Club Argentino de Pilotos Datsun 280  | s/d                                       | s/d      | 2         | s/d   | s/d | 2      | 42    | 11.º |
| 1986      | Club Argentino de Pilotos Nissan 300  | s/d                                       | s/d      | 0         | s/d   | s/d | 1      | 28    | 12.º |
| 1987      | Fórmula 2 Argentina                   | s/d                                       | s/d      | s/d       | s/d   | s/d | s/d    | s/d   | s/d  |
| 1987      | Club Argentino de Pilotos Datsun 280  | s/d                                       | s/d      | 0         | s/d   | s/d | 0      | s/d   | s/d  |
| 1987      | Club Argentino de Pilotos Nissan 300  | s/d                                       | s/d      | 0         | s/d   | s/d | 1      | s/d   | 9.º  |
| 1988      | Fórmula 2 Argentina                   | s/d                                       | 1        | 0         | 0     | 0   | 1      | 4     | 12.º |
| 1988      | Club Argentino de Pilotos Nissan 300  | s/d                                       | s/d      | 0         | s/d   | s/d | 0      | s/d   | s/d  |
| 1988      | Fórmula 3 Sudamericana                | Rullo Competición                         | 1        | 0         | 0     | 0   | 0      | -     | NC   |
| 1989      | Fórmula 2 Argentina                   | s/d                                       | 1        | 1         | 0     | 1   | 1      | 9     | 8.º  |
| 1990      | Turismo Nacional Clase 2              | s/d                                       | 11       | 5         | 4     | 5   | 8      | 160   | 1.º  |
| 1991      | Turismo Nacional Clase 2              | s/d                                       | 11       | 6         | 8     | 6   | 6      | 130   | 1.º  |
| 1991      | Turismo Competición 2000              | Bini Competición                          | 14       | 4         | 0     | 1   | 7      | 128   | 3.º  |
| 1992      | Turismo Carretera                     | Quilmes Plas                              | 2        | 0         | 0     | 0   | 0      | -     | NC   |
| 1992      | Turismo Competición 2000              | Bini Pianetto                             | 14       | 3         | 1     | 2   | 4      | 91    | 4.º  |
| 1993      | Turismo Carretera                     | Oyhanart Competición                      | 1        | 0         | 0     | 0   | 0      | 1,5   | 97.º |
| 1993      | Turismo Competición 2000              | Bini Competición Vitelli Competición      | 5        | 0         | 0     | 0   | 0      | 11    | 15.º |
| 1993      | Turismo Nacional Clase 2              | s/d                                       | 13       | 3         | 3     | 8   | 6      | 113   | 3.º  |
| 1994      | Turismo Carretera                     | Quilmes Plas Racing Oscar Castellano      | 2        | 0         | 0     | 0   | 0      | 7     | 72.º |
| 1994      | Turismo Competición 2000              | Bini Competición                          | 13       | 2         | 3     | 2   | 8      | 135   | 3.º  |
| 1995      | Turismo Carretera                     | Supertap Chivilcoy                        | 2        | 0         | 0     | 0   | 0      | 7     | 70.º |
| 1995      | Turismo Competición 2000              | Bini Competición Junior Menem Competición | 11       | 0         | 0     | 0   | 0      | 2     | 26.º |
| 1995      | Turismo Nacional Clase 3              | s/d                                       | 11       | 3         | 3     | 2   | 5      | 93    | 3.º  |
| 1996      | Turismo Carretera                     | Equipo Supertap                           | 15       | 0         | 2     | 2   | 0      | 89    | 14.º |
| 1996      | Turismo Competición 2000              | Junior Menem Competición                  | 12       | 0         | 0     | 0   | 1      | 30    | 12.º |
| 1997      | Turismo Carretera                     | A.D.A.Q. Benavidez Competición            | 7        | 0         | 0     | 0   | 0      | 10    | 46.º |
| 1997      | Turismo Competición 2000              | Pianetto Competición Traverso Competición | 13       | 0         | 0     | 1   | 2      | 38    | 14.º |
| 1997      | Top Race                              | Lepiane Motorsport                        | 15       | 2         | 0     | 2   | 5      | 76    | 5.º  |
| 1998      | Turismo Carretera                     | Benavidez Competición Luis Delconte       | 16       | 0         | 0     | 0   | 1      | 111   | 11.º |
| 1998      | Turismo Competición 2000              | Equipo Oficial Chevrolet                  | 8        | 0         | 0     | 0   | 0      | 26    | 16.º |
| 1998      | Top Race                              | Zanatta Competición                       | 18       | 0         | 0     | 1   | 1      | 47    | 11.º |
| 1999      | Turismo Carretera                     | s/d                                       | 16       | 0         | 1     | 0   | 1      | 128,5 | 10.º |
| 1999      | Top Race                              | Zanatta Competición                       | 6        | 1         | 0     | 0   | 1      | 37    | 16.º |
| 2000      | Turismo Carretera                     | s/d                                       | 13       | 0         | 0     | 0   | 0      | 48    | 27.º |
| 2001      | Turismo Carretera                     | s/d                                       | 2        | 0         | 0     | 0   | 0      | 6,5   | 45.º |
| 2001      | Turismo Competición 2000              | Team Pro Racing Bini Special Team         | 2        | 0         | 0     | 0   | 0      | -     | NC   |
| 2001      | Turismo Competición 2000 Copa TC 2000 | Team Pro Racing Bini Special Team         | 2        | 0         |       |     | 1      | 25    | 12.º |
| 2002      | Turismo Carretera                     | s/d                                       | 4        | 0         | 0     | 0   | 0      | 3,5   | 67.º |
| 2003      | Turismo Carretera                     | Alifraco Sport                            | 13       | 0         | 0     | 0   | 0      | 17,5  | 45.º |
| 2004      | Turismo Carretera                     | s/d                                       | 12       | 0         | 0     | 0   | 0      | 5     | 60.º |
| 2004      | Turismo Nacional Clase 3              | s/d                                       | 10       | 0         | 0     | 0   | 0      | 54    | 22.º |
| 2005      | Turismo Carretera                     | Pablo Satriano Competición                | 12       | 0         | 0     | 0   | 0      | 13    | 46.º |
| 2006      | Turismo Carretera                     | René Zanatta Sport                        | 15       | 0         | 0     | 0   | 0      | 11,5  | 50.º |
| 2007      | Turismo Carretera                     | Di Meglio Motorsport                      | 15       | 0         | 0     | 0   | 0      | 15    | 45.º |
| 2008      | Turismo Carretera                     | Di Meglio Motorsport                      | 9        | 0         | 0     | 0   | 0      | 9,5   | 48.º |
| 2009      | Turismo Carretera                     | Benavídez Competición                     | 1        | 0         | 0     | 0   | 0      | 1     | 61.º |
| Fuente:   |                                       |                                           |          |           |       |     |        |       |      |

## Resultados

### Turismo Competición 2000
| Año  | Equipo                   | Auto                | 1     | 2     | 3     | 4     | 5    | 6       | 7     | 8       | 9   | 10     | 11  | 12  | 13    | 14    | 15     | 16     | 17    | 18    | 19     | 20     | 21     | 22     | 23    | 24    | 25    | 26    | 27     | 28     | Res. | Pts. |
| ---- | ------------------------ | ------------------- | ----- | ----- | ----- | ----- | ---- | ------- | ----- | ------- | --- | ------ | --- | --- | ----- | ----- | ------ | ------ | ----- | ----- | ------ | ------ | ------ | ------ | ----- | ----- | ----- | ----- | ------ | ------ | ---- | ---- |
| 1997 |                          |                     | RAF I | RAF I | RC I  | RC I  | POS  | POS     | SJU I | SJU I   | PAR | PAR    | GR  | GR  | BB I  | BB I  | SJU II | SJU II | RC II | RC II | NDJ    | NDJ    | MZA    | MZA    | BB II | BB II | TRE   | TRE   | RAF II | RAF II | 14.º | 38   |
| 1997 | Pianetto Competición     | Ford Escort V       |       |       | 10    | 9     | Ret  | 11 (10) | 8     | 8       | Ret | 10     | Ret | NL  |       |       |        |        |       |       |        |        |        |        |       |       | Ret   | 14    |        |        | 14.º | 38   |
| 1997 | Traverso Competición     | Peugeot 405         |       |       |       |       |      |         |       |         |     |        |     |     |       |       |        |        |       |       |        |        |        |        |       |       |       |       | 3      | 3 (2)  | 14.º | 38   |
| 1998 |                          |                     | AG I  | AG I  | MDP I | MDP I | RC I | RC I    | SJU I | SJU I   | OLA | OLA    | GR  | GR  | PAR I | PAR I | BA     | BA     | BB    | BB    | SJU II | SJU II | MDP II | MDP II | RC II | RC II | AG II | AG II | PAR II | PAR II | 16.º | 26   |
| 1998 | Equipo Oficial Chevrolet | Chevrolet Vectra II | 7     | 6     | 5     | 9 (8) | Ret  | Ret     | 7     | 14 (10) |     |        |     |     |       |       |        |        |       |       |        |        |        |        |       |       |       |       |        |        | 16.º | 26   |
| 2001 |                          |                     | RAF   | RC    | BB    | SJU I | PAR  | BA I    | OBE   | AG I    | SJO | SJU II | MDA | RES | AG II | BA II |        |        |       |       |        |        |        |        |       |       |       |       |        |        | -    | 0    |
| 2001 | Team Pro Racing          | Honda Civic VI      | 12    |       |       |       |      |         |       |         |     |        |     |     |       |       |        |        |       |       |        |        |        |        |       |       |       |       |        |        | -    | 0    |
| 2001 | Bini Special Team        | Chevrolet Vectra II |       |       |       |       |      |         |       |         |     |        |     |     |       | 13    |        |        |       |       |        |        |        |        |       |       |       |       |        |        | -    | 0    |

#### Copa TC 2000
| Año  | Equipo            | Auto                | 1   | 2  | 3  | 4     | 5   | 6    | 7   | 8    | 9   | 10     | 11  | 12  | 13    | 14    | Res. | Pts. |
| ---- | ----------------- | ------------------- | --- | -- | -- | ----- | --- | ---- | --- | ---- | --- | ------ | --- | --- | ----- | ----- | ---- | ---- |
| 2001 |                   |                     | RAF | RC | BB | SJU I | PAR | BA I | OBE | AG I | SJO | SJU II | MDA | RES | AG II | BA II | 12.º | 25   |
| 2001 | Team Pro Racing   | Honda Civic VI      | 4   |    |    |       |     |      |     |      |     |        |     |     |       |       | 12.º | 25   |
| 2001 | Bini Special Team | Chevrolet Vectra II |     |    |    |       |     |      |     |      |     |        |     |     |       | 2     | 12.º | 25   |

## Palmarés
| Título     | Categoría                                | Automóvil        | Año  |
| ---------- | ---------------------------------------- | ---------------- | ---- |
| Campeón    | Superbikes Argentina                     | Kawasaki 1000    | 1982 |
| Campeón    | Superbikes Argentina                     | Kawasaki 1000    | 1983 |
| Campeón    | Campeonato Argentino de Motociclismo     | Kawasaki 250     | 1983 |
| Subcampeón | Campeonato Internacional de Motociclismo | Kawasaki 250     | 1983 |
| Campeón    | Fórmula Internacional de Motociclismo    | Kawasaki 250     | 1987 |
| Subcampeón | Fórmula 2 Argentina (Entrecor)           | Berta-Volkswagen | 1986 |
| Campeón    | Clase 2 del Turismo Nacional             | Volkswagen Gacel | 1990 |
| Campeón    | Clase 2 del Turismo Nacional             | Volkswagen Gacel | 1991 |
| Campeón    | Campeonato Sudamericano de Motociclismo  | Kawasaki 1000    | 1993 |